# Langstieliger Pfeffer-Milchling
Der Langstielige Pfeffer-Milchling (Lactifluus piperatus) ist eine Pilzart aus der Familie der Täublingsverwandten (Russulaceae). Andere Namen für diesen Milchling sind Schlanker Pfeffer-Milchling und Echter Pfeffermilchling. Er ist ein großer weißlicher Milchling mit einem glatten Hut, sehr dicht stehenden Lamellen und einer sehr scharfen, weißen Milch. Besonders in Österreich und der Schweiz ist er ein häufiger Pilz, den man in verschiedenen Laubmischwäldern finden kann. Der Milchling gilt in Mitteleuropa meist als ungenießbar, während er besonders in Südosteuropa als Speisepilz geschätzt wird.

## Merkmale

### Makroskopische Merkmale
Der Hut ist 4–13 (–16) cm breit, zuerst flach gewölbt, dann leicht niedergedrückt und später mitunter trichterförmig vertieft. Die Hutoberfläche ist jung glatt und matt, aber bei älteren Fruchtkörpern zum Rand hin mehr oder weniger konzentrisch gerunzelt und in der Mitte oft unregelmäßig klumpig oder gekröseartig aufgeworfen. Der Rand ist lange Zeit einwärts gebogen und bisweilen lappig verbogen. Der junge Hut ist elfenbeinweiß, später hell cremegelb und im Alter nicht selten gelbbräunlich oder ockergelb gefleckt.
Die sehr dicht stehenden Lamellen sind zuerst breit am Stiel angewachsen und laufen dann leicht daran herab. Sie sind sehr schmal (oft nur 1,5 mm breit) und weisen einige gleichmäßig verteilte Gabelungen auf. Sie sind weißlich bis cremefarben und später blass fleischfarben oder haben einen cremeorangen Schimmer. An verletzten Stellen werden sie braunfleckig. Die Lamellenschneiden sind glatt und das Sporenpulver ist weiß.
Der zylindrische bis flach gedrückte Stiel ist 3–8 (–10) cm lang und 1,2–3 (–4) cm breit. Zur Basis hin ist er verjüngt. Die Oberfläche ist weiß, gelblich weiß oder blass cremefarben. Sie ist trocken, matt und glatt oder mehr oder weniger aderig gefurcht. Im Alter verfärbt sich der Stiel von der Basis her ockerlich oder bräunlich.
Das harte, feste Fleisch ist weiß und läuft an der Luft hell cremegelb an. Es riecht schwach obstartig und beim Trocknen deutlich honig- oder apfelartig. Nach kurzer Zeit schmeckt es sehr scharf. Die weiße Milch fließt nur anfangs reichlich. Sie trocknet weißlich ein (selten grünlich) und verfärbt sich auch für gewöhnlich nicht bei der Zugabe von KOH. Mit Formol verfärbt sich das Fleisch nach einigen Stunden violett.

### Mikroskopische Merkmale
Die breitelliptischen Sporen sind durchschnittlich 8,0–8,5 µm lang und 5,9–6,3 µm breit. Der Q-Wert (Quotient aus Sporenlänge und -breite) ist 1,3–1,6. Das Sporenornament wird meist 0,2 (0,5) µm hoch und besteht aus dünnen, gratigen Rippen sowie überwiegend aus unregelmäßig gerundeten bis gratig verlängerten Warzen, die teilweise aufgereiht und durch niedrige Linien miteinander verbunden sind und so ein unvollständiges Netzwerk bilden. Der Hilarfleck ist inamyloid.
Die zylindrischen bis keuligen Basidien messen 35–55 × 5–10 µm. Sie tragen mitunter nur zwei, meist aber vier Sporen. Die Lamellenschneiden sind heterogen, neben den Basidien tragen sie zahlreiche, zylindrische bis keulige und 25–65 µm lange und 6–10 µm breite Cheilomakrozystiden. Auch die Pleuromakrozystiden sind zahlreich und keulig und messen 50–70 (–90) × (–8) 10–15 µm.
Die Huthaut (Pileipellis) ist ein Hyphoepithelium aus mehr oder weniger rundlichen Zellen, die 6–25 µm lang und 5–20 µm breit sind. Daraus entspringen hervorstehende Hyphen und zystidenartige, zylindrische bis keulenförmige und 2–6 µm breite Hyphenenden. Einige Autoren (z. B. Heilmann-Clausen) interpretieren diese verbreiterten Hyphenenden als echte Pileozystiden.

## Artabgrenzung
Der Langstielige Pfeffermilchling lässt sich mit einigen weißhütigen Milchlingen verwechseln. Sehr ähnlich ist der Grünende Pfeffer-Milchling (Lactifluus glaucescens). Er unterscheidet sich nur mikroskopisch durch eine mit 80–120 µm deutlich dickere Huthaut. Ein makroskopischer Hinweis auf den Grünenden Pfeffer-Milchling ist eine mit KOH orangegelb und beim Eintrocknen langsam graugrün verfärbende Milch; diese Merkmale sind aber nicht konstant und können sich bei beiden Arten überschneiden. Der Wollige Milchling (Lactifluus vellereus) und der Scharfmilchende Wollschwamm (Lactifluus bertillonii) sind kräftiger, nicht so langstielig und haben einen flaumig bereiften Hut und Stiel. Ihre Huthaut enthält lange, aufrechte und dickwandige, lamprozystidenartige Haare. Der Rosascheckige Milchling (Lactarius controversus) wächst bevorzugt unter Pappeln und hat einen schmierig-schleimigen Hut mit rosa getönten Lamellen. Der Gemeine Weiß-Täubling (Russula delica) und verwandte Arten haben keinen Milchsaft.

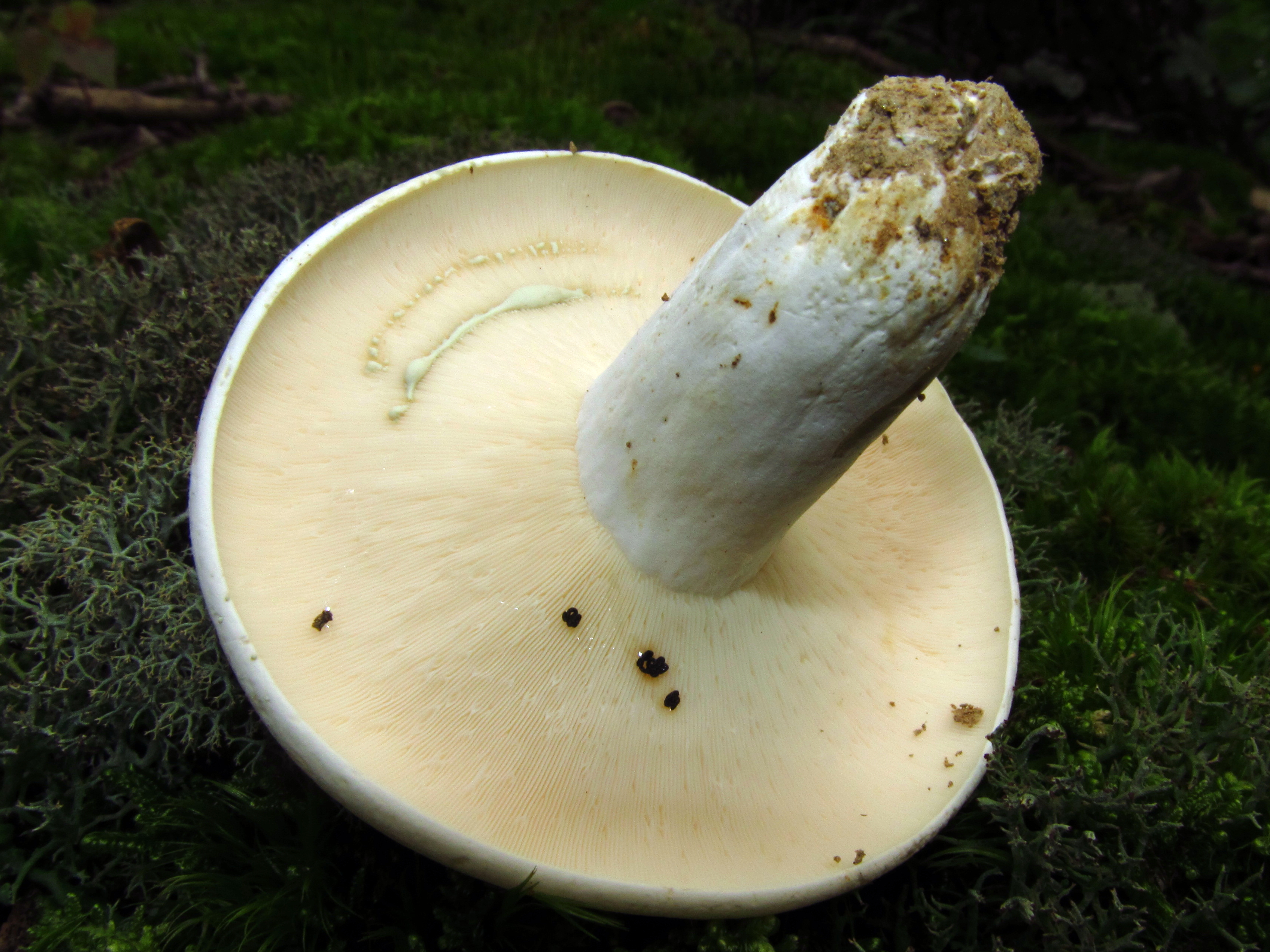
Der Grünende Pfeffer-Milchling ist sehr ähnlich und nur mikroskopisch zu unterscheiden.
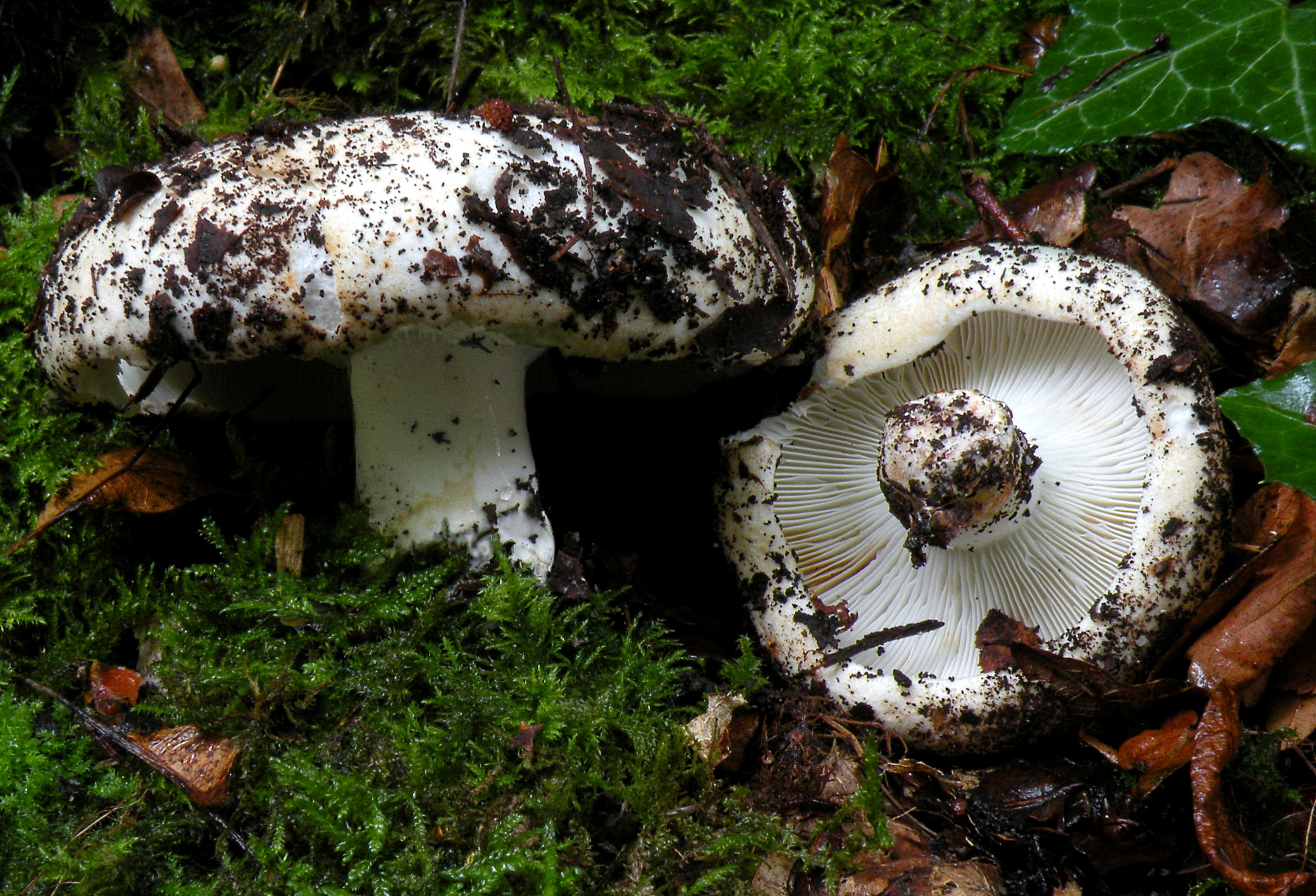
Der Gemeine Weiß-Täubling hat keinen Milchsaft.
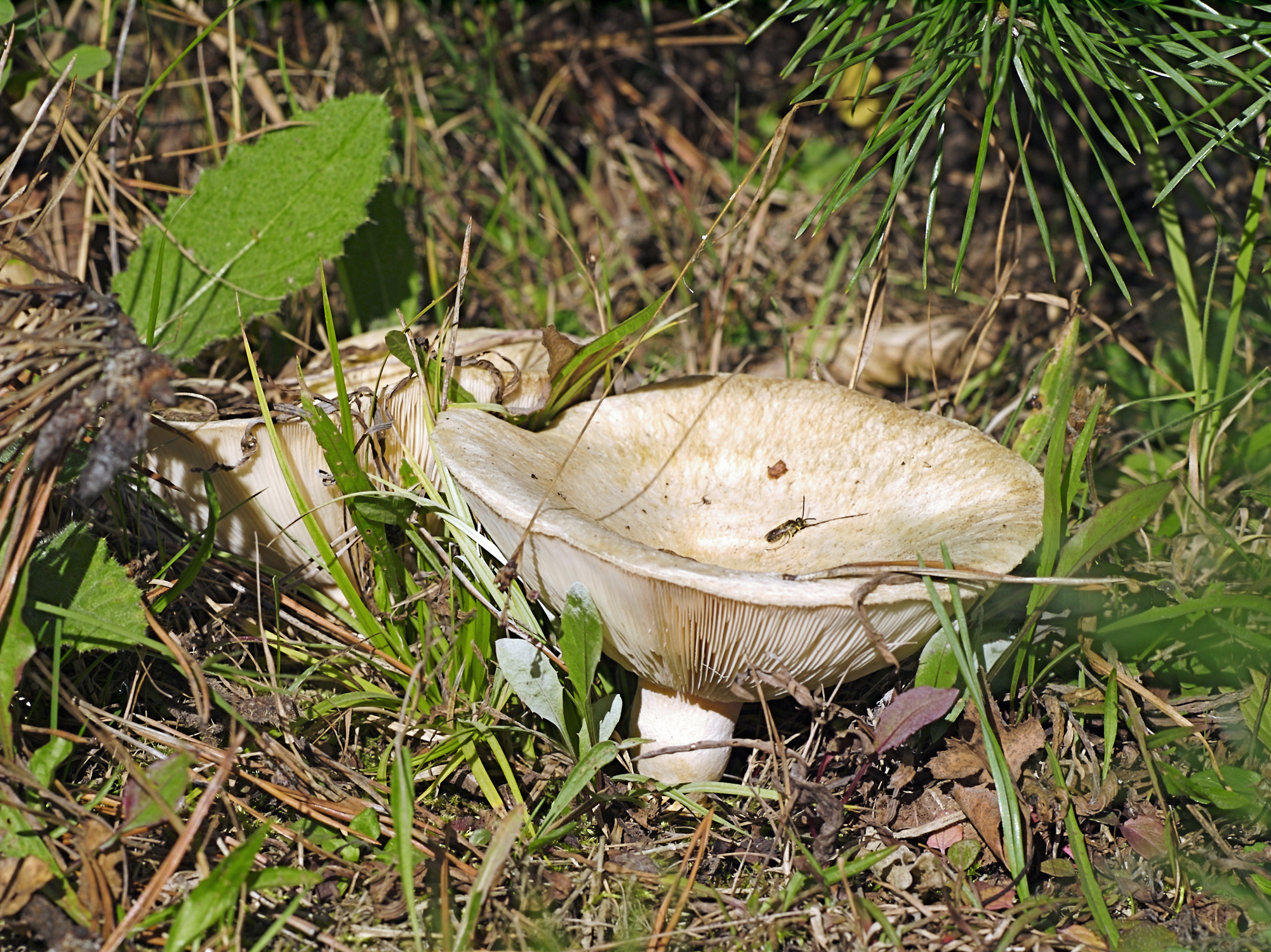
Die beiden Woll-Milchlinge sind meist größer und haben weiter auseinander stehende Lamellen.
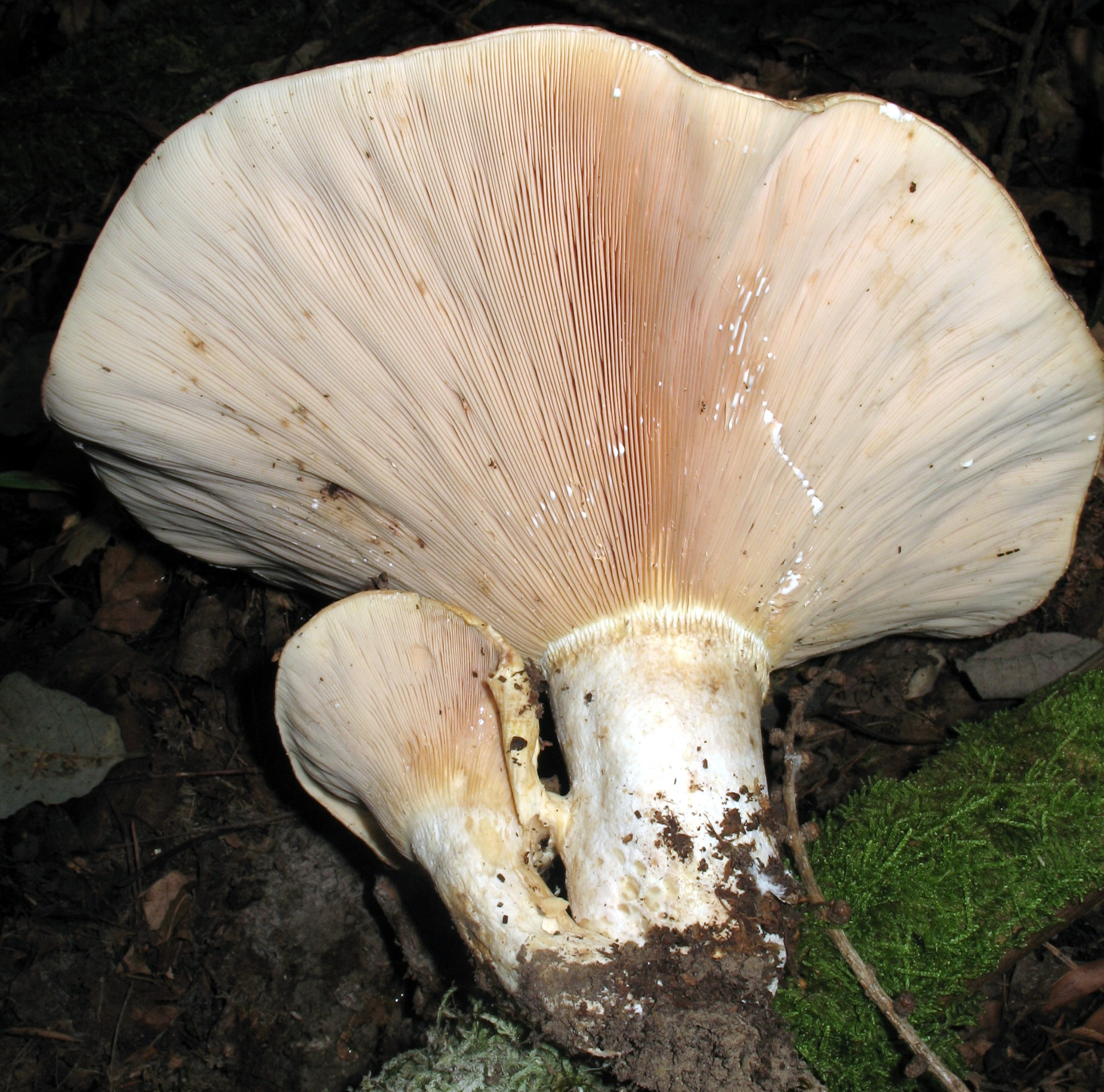
Der Rosascheckige Milchling hat deutlich rosa getönte Lamellen.

## Ökologie
Der Langstielige Pfeffer-Milchling ist ein Mykorrhizapilz, der vorwiegend mit Rotbuchen und Eichen eine Symbiose eingeht. Mitunter können aber auch Fichten, seltener Tannen oder andere Laubbäume als Wirt dienen. Man findet den Milchling in verschiedenen Laubwäldern und Gebüschen. Er hat eine Vorliebe für nährstoffreichere, neutrale bis kalkhaltige Böden. Daher findet man ihn häufig in Waldmeister-Buchen- und Waldgersten-Buchenwäldern und in montanen Tannen-Buchenwäldern. Er kommt aber auch in anderen Waldgesellschaften wie Hainbuchen-Eichen- und in wärmeliebenden oder bodensauren Eichenmischwäldern, aber auch in verschiedenen Nadelwaldgesellschaften vor. Die Fruchtkörper erscheinen meist zwischen Juni und September. Der Milchling kommt bevorzugt im Hügel- und Bergland vor.

## Verbreitung

Verbreitung des Langstieligen Pfeffer-Milchlings in Europa. Grün eingefärbt sind Länder, in denen der Milchling nachgewiesen wurde. Grau dargestellt sind Länder ohne Quellen oder Länder außerhalb Europas.

Der Langstielige Pfeffer-Milchling ist weit verbreitet. Er wurde außer in Europa in Afrika (Marokko), Madagaskar, Südostasien (Thailand, Singapur), Nordasien (West- und Ostsibirien, Japan, Korea), Nordamerika (USA, Kanada) und auf Madeira nachgewiesen. In Europa kommt der Milchling in der submeridionalen bis temperaten Zone vor. In Südosteuropa ist der Pilz häufig und zugleich ein begehrter Speisepilz, ansonsten ist er locker, aber weit verbreitet, wobei Verdichtungs- und Auslichtungsgebiete immer wieder abwechseln. In Nordeuropa ist der Milchling seltener, hier kommt er auf den Hebriden, in Südwest-Norwegen, in Süd- und Mittelschweden und in Südfinnland vor. In Deutschland wurde er zwar in allen Bundesländern nachgewiesen, ist aber im nördlichen Tiefland (vor allem im Nordwesten) recht selten, während er in Baden-Württemberg und Bayern häufiger ist. In Österreich und der Schweiz gehört der Langstielige Pfeffer-Milchling zu den häufigsten Milchlingen.

## Systematik
Der Langstielige Pfeffer-Milchling wurde von Carl von Linné 1753 in seinem Werk Species Plantarum erstmals als Agaricus piperatus beschrieben. 1797 stellte ihn C. H. Persoon in die Gattung Lactarius und gab ihm damit seinen heutigen Namen. Das lateinische Artattribut (Epitheton) "piperatus" bedeutet gepfeffert und im übertragenen Sinne beißend scharf. Der Milchling ist die Typusart der Gattung Lactarius.

### Infragenerische Systematik
Lactarius piperatus ist bei Bon und Singer die Typusart der Sektion Albati. Diese enthält große, weißliche Milchlinge, die mehr oder weniger scharf schmecken und einen nur schwachen Geruch haben. Die Milch ist zumindest anfangs weiß. M. Basso und Heilmann-Clausen nehmen Lactarius piperatus aufgrund von mikroskopischen Merkmalen aus der Sektion Albati heraus und machen ihn zur Typusart der Untergattung und Sektion Lactarius.

## Bedeutung
Der Milchling kann wegen seiner außerordentlichen Schärfe kaum verzehrt werden. Von manchen Pilzsammlern wird er jedoch getrocknet als Würzpilz oder gut gegrillt oder scharf gebraten gegessen.